# Île aux Cochons
Île aux Cochons [il ó košon] (Prasečí ostrov) leží v jihozápadním Indickém oceánu a je nejzápadnější z Crozetových ostrovů. Neobydlený ostrov s přibližnými rozměry 8×10 km má plochu 67 km2 a je součástí Francouzských jižních a antarktických území. Masiv ostrova tvoří vyhaslý stratovulkán, jeho vrchol je ukončen malou kalderou a boky jsou pokryty více než 60 mladými sypanými kužely. Kužel Morne Rouge na východním úpatí je podobného stáří jako nejmladší struskové kužely na Île de la Possession - několik set let.
Původně sem nasazená prasata, která dala ostrovu jméno, byla vybita, zůstaly zde rovněž introdukované kočky, králíci a myši. Zato je ostrov, kam člověk zabloudí jen vzácně, velkým hnízdištěm mořských ptáků, zejména různých druhů tučňáků, albatrosů a také tuleňů. Rozhodnutím BirdLife International byl vyhlášen za významnou ptačí oblast (IBA).